# Пруська-Лонка
Пруська-Лонка (пол. Pruska Łąka) — село в Польщі, у гміні Ковалево-Поморське Ґолюбсько-Добжинського повіту Куявсько-Поморського воєводства.
Населення — 298 осіб (2011).
У 1975-1998 роках село належало до Торунського воєводства.

## Демографія
Демографічна структура станом на 31 березня 2011 року:
|          | Загалом | Допрацездатний вік | Працездатний вік | Постпрацездатний вік |
| -------- | ------- | ------------------ | ---------------- | -------------------- |
| Чоловіки | 157     | 29                 | 112              | 16                   |
| Жінки    | 141     | 31                 | 79               | 31                   |
| Разом    | 298     | 60                 | 191              | 47                   |